# サムエル・C・オグレスビー
サムエル・C・オグレスビー（Oglesby, Samuel C.、1911年〈明治44年〉10月25日 - 1966年〈昭和41年〉12月20日）は米国の軍人及び日本の実業家である。

## 生涯・人物
1911年10月25日、バージニア州にて生まれた。1933年（昭和8年）にメリーランド大学博士課程を卒業。1942年（昭和17年）にアメリカ合衆国陸軍に従軍し、第二次世界大戦にも参戦した。この間、1945年（昭和20年）には陸軍将校として初めて沖縄に来ている。終戦後は、イェール大学のファーイースタン・シビル・アフェア・スクールで極東問題と日本語の研鑽を積んだ。
1950年（昭和25年）に、琉球列島米国民政府経済局次長として沖縄に赴任。当時の沖縄の経済は、戦前より製糖産業以外の産業がまともに存在しておらず、戦争で焼け野原になった事もあって、ほぼ何もない状態であった。オグレスビーは赴任早々に、製糖産業とパイナップル産業の発展に着手し、この2つの産業を「沖縄二大産業」と呼ばれるくらいまで成長させた。1953年（昭和28年）に琉球工業連合会（現・社団法人沖縄県工業連合会）が設立されると、会のアドバイザーとなり、産業界への融資や新しい機械の導入を進めて、沖縄の経済特に工業の振興に献身的に尽くした。彼が携わった産業には、製糖,味噌醤油,製油,ビール,セメント,鉄筋,合板,菓子類など数多くあり、沖縄の製造業の90％はオグレスビーの支援や指導によるものと言われている。1965年（昭和40年）10月1日より琉球開発金融公社の3代目理事長に就任し、翌1966年（昭和41年）4月まで務めた。
1966年12月20日、宜野湾市にて死去。55歳没。「自分が死んだら沖縄に埋葬してほしい」と遺言していた事もあって、那覇市泊にある国際墓地にて妻と一緒に葬られている。
没後も「沖縄産業の恩人」「沖縄人以上に沖縄を愛した人」と評価は高く、「敵国の住民に対してどうしてこんなに優しい気持ちを持って真剣になれるのだろうかと、アメリカという大国の国民性か、あるいはこの人だけのパーソナリティなのかと、不思議な感じすらした。妙なものだが、実際、日本人が敵国の住民をこのように慈しむことができるだろうか、さえ感じたものである」（稲嶺一郎〔元沖縄県知事稲嶺惠一の父〕）、｢彼は自分がいったんこうだと思ったことは、上司が難色を示そうと、粘り強く説得して自分の主張を通す、そういう信念と勇気の持ち主であった。｣（具志堅宗精〔オリオンビール創業者〕）、｢氏は、自分がアメリカで仕事をしても虫眼鏡で見る程のこともできない、日本の諺にもある通り、｢牛の尾たるより、鶏頭たれ｣とある。沖縄のために全力を尽くしたいといつも言っておられた。｣（宮城仁四郎〔元琉球煙草会長〕）など、彼を慕う経営者・政治家は多い。